# 薩穆爾河
薩穆爾河流经俄罗斯的達吉斯坦共和國及其与阿塞拜疆的小段国界，河道全長213公里，流域面積7,330平方公里，發源自大高加索山脈，河水主要來自雨水，最終注入裡海。